# EPrix van Shanghai
De ePrix van Shanghai is een race uit het Formule E-kampioenschap, gehouden op het Shanghai International Circuit. In 2024 maakte de race haar debuut op de kalender als de elfde race van het tiende seizoen.

## Geschiedenis
De Formule E had voorheen al ePrix' op twee verschillende locaties in China georganiseerd. De ePrix van Peking, gehouden op het Beijing Olympic Green Circuit, stond in 2014 en 2015 als de eerste race van het seizoen op de kalender, terwijl de ePrix van Sanya in 2019 werd gehouden. In 2020 zou het kampioenschap in Sanya terugkeren, maar vanwege de coronapandemie werd deze race afgelast.
Op 19 oktober 2023 kondigde de Formule E met de ePrix van Shanghai een terugkeer naar China aan. Tijdens het raceweekend vonden twee races plaats, waarvan de tweede diende als de vervanger van de ePrix van Jakarta, die vanwege de presidentsverkiezingen in Indonesië niet door kon gaan.

## Circuit
De ePrix van Shanghai wordt gehouden op een ingekorte layout van het Shanghai International Circuit, het circuit dat ook de Grand Prix van China in de Formule 1 organiseert. Deze layout slaat de bochten 10 tot en met 16 over en gaat via een binnendoorweg na bocht 9 na een chicane terug het rechte stuk op.

## Resultaten
| Editie | Seizoen   | Circuit  | Winnaar                                                 | Tweede                                           | Derde                                                   | Pole position                           | Snelste ronde                                    |
| ------ | --------- | -------- | ------------------------------------------------------- | ------------------------------------------------ | ------------------------------------------------------- | --------------------------------------- | ------------------------------------------------ |
| 1      | 2023-2024 | Shanghai | Mitch Evans Jaguar TCS Racing                           | Pascal Wehrlein TAG Heuer Porsche Formula E Team | Nick Cassidy Jaguar TCS Racing                          | Jean-Éric Vergne DS Penske              | Jake Dennis Andretti Formula E                   |
| 1      | 2023-2024 | Shanghai | António Félix da Costa TAG Heuer Porsche Formula E Team | Jake Hughes Neom McLaren Formula E Team          | Norman Nato Andretti Formula E                          | Jake Hughes Neom McLaren Formula E Team | Norman Nato Andretti Formula E                   |
| 2      | 2024-2025 | Shanghai | Maximilian Günther DS Penske                            | Jean-Éric Vergne DS Penske                       | Taylor Barnard NEOM McLaren Formula E Team              | Maximilian Günther DS Penske            | Nick Cassidy Jaguar TCS Racing                   |
| 2      | 2024-2025 | Shanghai | Nick Cassidy Jaguar TCS Racing                          | Pascal Wehrlein TAG Heuer Porsche Formula E Team | António Félix da Costa TAG Heuer Porsche Formula E Team | Nick Cassidy Jaguar TCS Racing          | Pascal Wehrlein TAG Heuer Porsche Formula E Team |